# Arctodiaptomus kamtschaticus
Arctodiaptomus kamtschaticus là một loài động vật giáp xác thuộc họ Diaptomidae. Đây là loài đặc hữu của Nga.